# Taler
Taler o scoglio Mesagn (in croato Mežanj) è un isolotto della Dalmazia settentrionale, in Croazia, che fa parte dell'arcipelago zaratino. Si trova nel mar Adriatico centrale, affiancata alla costa occidentale dell'Isola Lunga. Amministrativamente appartiene al comune di Sale, nella regione zaratina.

## Geografia
Taler si trova a circa 600 m dalla costa nord-occidentale dell'isola Lunga e 4,75 km a sud-est di punta Lopatizza (rt Lopata); l'isolotto ha una superficie di 0,083 km², la costa è lunga 1,15 km e l'altezza è di 5,2 m 44°05′34″N 14°55′06″E.

### Cartografia
- (HR) Mappa topografica della Croazia 1:25000, su preglednik.arkod.hr. URL consultato il 25 ottobre 2017.
- G. Giani, Carta prospettiva delle Comuni censuarie della Dalmazia, foglio 2, 1839. Fondo Miscellanea cartografica catastale, Archivio di Stato di Trieste.
- Carta di cabottaggio del mare Adriatico, foglio VII, Milano, Istituto geografico militare, 1822-1824. URL consultato il 25 ottobre 2017 (archiviato dall'url originale il 13 aprile 2013).